# Habritys subcrispus
Habritys subcrispus är en stekelart som beskrevs av Xiao 2002. Habritys subcrispus ingår i släktet Habritys och familjen puppglanssteklar. Inga underarter finns listade i Catalogue of Life.